# Karl Rohn
Karl Friedrich Wilhelm Rohn (Schwanheim, 25 de janeiro de 1855 — Leipzig, 4 de agosto de 1920) foi um matemático alemão.

## Vida

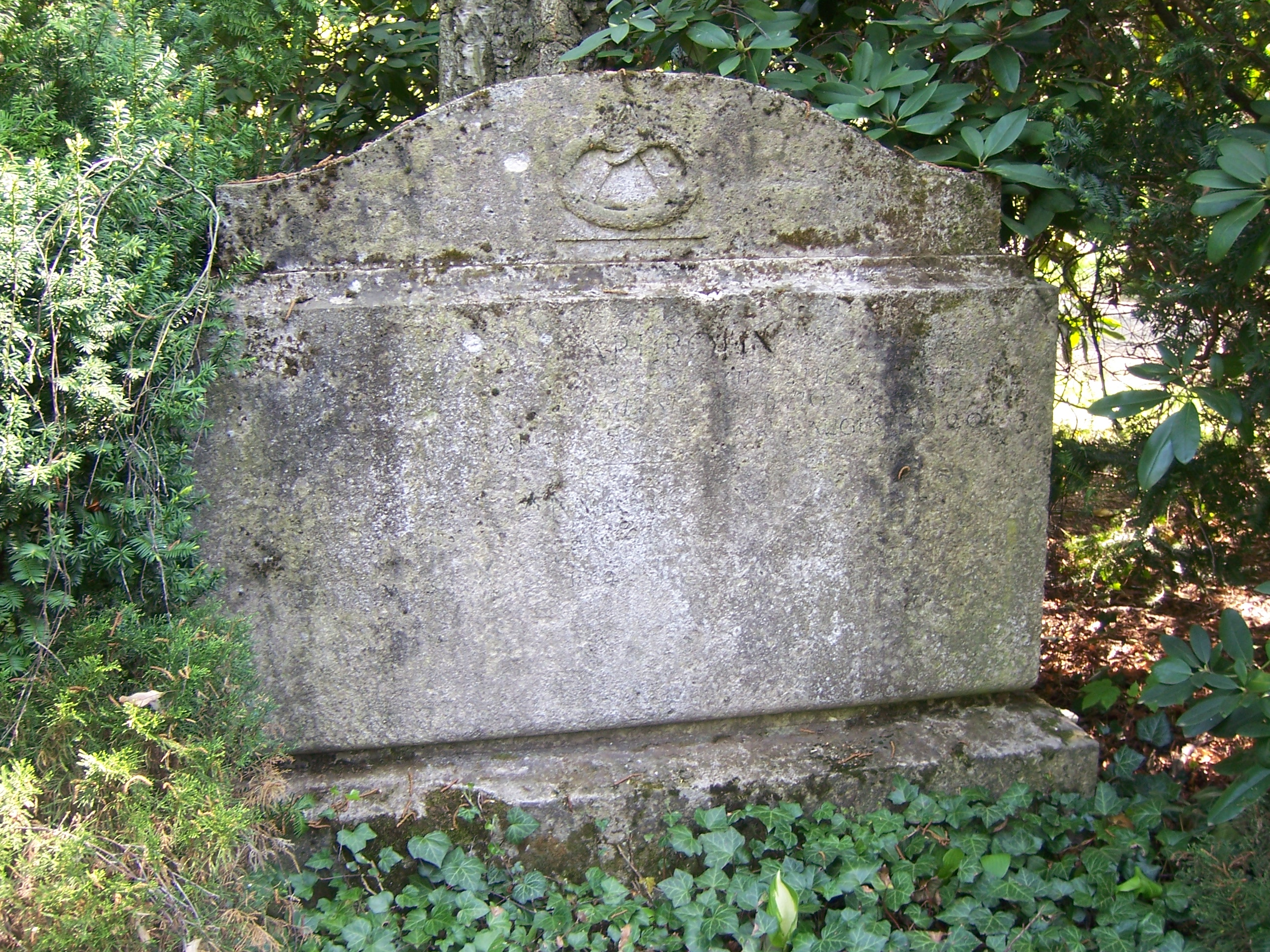
Sepultura de Karl Rohn no Südfriedhof em Leipzig

Karl Rohn estudou em Darmstadt, Leipzig e Munique, sendo dentre outros aluno de Alexander von Brill. Obteve um doutorado em Munique, orientado por Felix Klein. Em 1879 obteve a habilitação em Leipzig. Em 1884 foi professor extraordinário da Universidade de Leipzig e um ano depois da Universidade Técnica de Dresden, onde foi em 1887 professor de geometria descritiva. Em 1904 foi professor em Leipzig.
Foi palestrante convidado do Congresso Internacional de Matemáticos em Heidelberg (1904: Über algebraische Raumkurven).
Em 1913 foi presidente da Associação dos Matemáticos da Alemanha.

## Obras
- Die verschiedenen Gestalten der Kummer'schen Fläche. In: Mathematische Annalen. 18. Band. Leipzig 1881, S. 99–159. (online)
- com Erwin Papperitz: Lehrbuch der Darstellenden Geometrie, 2 Bände, Leipzig 1893, 1896.
- com L. Berzolari: Algebraische Raumkurven und abwickelbare Flächen. In: Enzyklopädie der mathematischen Wissenschaften. Erschienen 1926. (online)

## References
- Karin Reich, ed. (2005). «Rohn, Karl». Neue Deutsche Biographie (NDB) (em alemão). 22. 2005. Berlim: Duncker & Humblot. pp.  2  et seq..
- Siegfried Gottwald, Hans J. Ilgauds, Karl-Heinz Schlote (Eds): Encyclopedia of important mathematicians. Second Edition. Harri German, Frankfurt am Main 2006, ISBN 3-8171-1729-9.
- Friedrich Schur: Karl Rohn Nachruf. In: Jahresbericht der Deutschen Mathematiker-Vereinigung. 32. Band, Leipzig 1923, p. 201–211